# Ла Монеда
Дворец «Ла Монеда» (исп. Palacio de La Moneda) — официальная резиденция президента Чили, расположенная в Сантьяго. В здании находятся также министерство внутренних дел и секретариаты президента и правительства.

## История
Дворец был построен испанской колониальной администрацией Чили в 1784—1805 по проекту итальянского эмигранта Хоакина Тоески в стиле классицизма как здание монетного двора, который размещался в здании в 1814—1929 и дал ему название. В 1845 президент Мануэль Бульнес сделал его также резиденцией президента и правительства, а в 1930 в период правления Габриэля Гонсалеса Виделы дворец стал официальной резиденцией президента Чили, а до 1958 — и местом его проживания. В том же году перед дворцом была открыта Площадь Конституции.
11 сентября 1973 дворец, где находился президент Сальвадор Альенде со своей охраной GAP, был частично разрушен в ходе штурма во время военного переворота, однако к 11 марта 1981 года восстановлен, хотя некоторые следы пуль были сохранены. Помимо этого, по распоряжению Пиночета под зданием был построен бункер.
С 1975 по 2004 год перед дворцом горел Вечный огонь Свободы, зажжённый военной хунтой в честь свержения президента Альенде.
В 2003 президент Рикардо Лагос открыл дворец для посещения туристами. В 2006 перед его южным фасадом появилась Пласа де ла Сьюдадания (площадь Граждан), на которой был возведён культурный центр дворца и сооружён памятник президенту Артуро Алессандри.

## Архитектура

### Строительство
Хоакин Тоеска работал над многими общественными зданиями колониального Чили, включая Кафедральный собор Сантьяго, прежде чем заняться проектированием нового королевского монетного двора, ставшего впоследствии дворцом Ла Монеда.
Строительные работы начались в 1784 году. Материалы для строительства использовались как местные, так и привезённые из-за рубежа: известняк из загородной усадьбы Полпайко; песок из реки Майпо; красный камень из карьера в Серро Сан-Кристобаль; белый камень из Серро-Бланко; дубовая и кипарисовая древесина из Вальдивии, металлические детали были изготовлены в испанской Бискайе. Двенадцать разновидностей кирпича для строительства перемычек, желобов, полов, карнизов и сплошных стен толщиной более метра были обожжены в Сантьяго.
Тоеска умер в 1799 году, не дожив до окончания строительства и работы продолжил военный инженер Агустин Кавалеро. «Монетный двор Сантьяго-де-Чили» был, наконец, открыт в 1805 году.

### Архитектурный стиль
Дворец Ла Монеда построен в неоклассическом стиле с римскими доическими мотивами. Согласно описанию дворца на сайте Юнеско, широкая, горизонтальная форма здания выражает силу и стабильность. Его главный фасад выходит на улицу Монеда, а комнаты, расположенные вдоль продольной и поперечной осей образуют несколько внутренних двориков.
На территории дворца расположены три дворика: Патио-де-лос-Каньонес, используемый как прихожая, небольшой крытый дворик и Патио-де-лос-Наранхос, где проводятся различные церемонии с участием президента.
На посвящённом архитектуре веб-сайте ARQHYS.com утверждается, что дворец Ла Монеда является «единственным зданием в чисто итальянском неоклассическом стиле, существующим в Латинской Америке»
На протяжении своей истории здание подверглось нескольким реконструкциям, проведённым разными президентами. Последняя большая реставрация была проведена после военного переворота 1973 года, в результате которого здание было частично разрушено.

### Пласа де ла Сьюдадания
Чтобы отпраздновать двухсотлетие независимости Чили в 2010 году, у южной стороны дворца была созднана новая общественная площадь под названием Пласа де ла Сюдадания (или Площадь Граждан, в переводе с испанского языка), простирающаяся до Авениды Бернарда О'Хиггинса или «Аламеды». Строительство началось в мае 2004 года и площадь была открыта в декабре 2005.
С площади можно спуститься в подземный Культурный центр дворца Ла Монеда, в котором проводятся различные выставки, связаные с чилийской культурой и историей.

## Галерея

### Интерьер

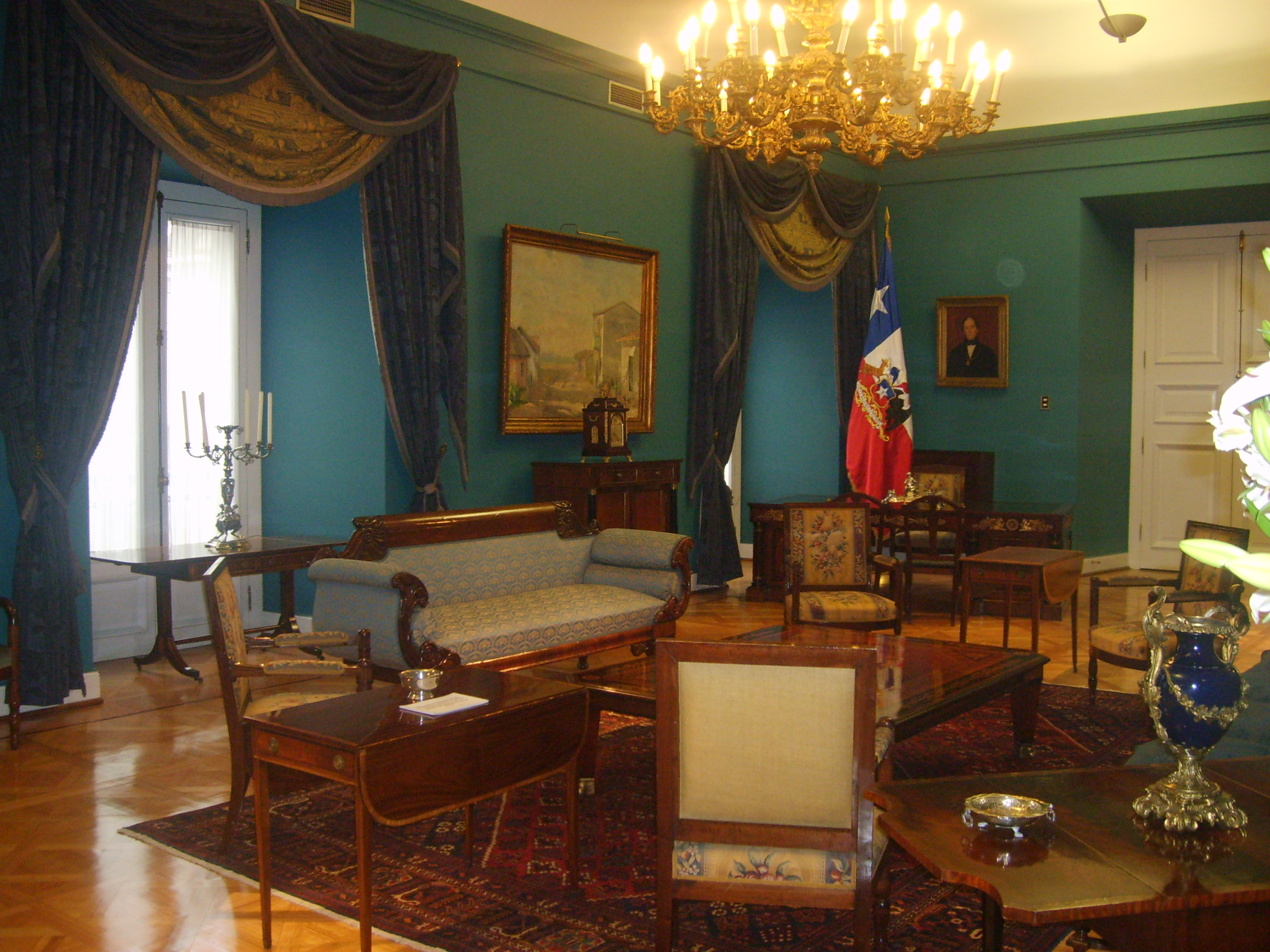
Голубая комната — рабочий кабинет Президента
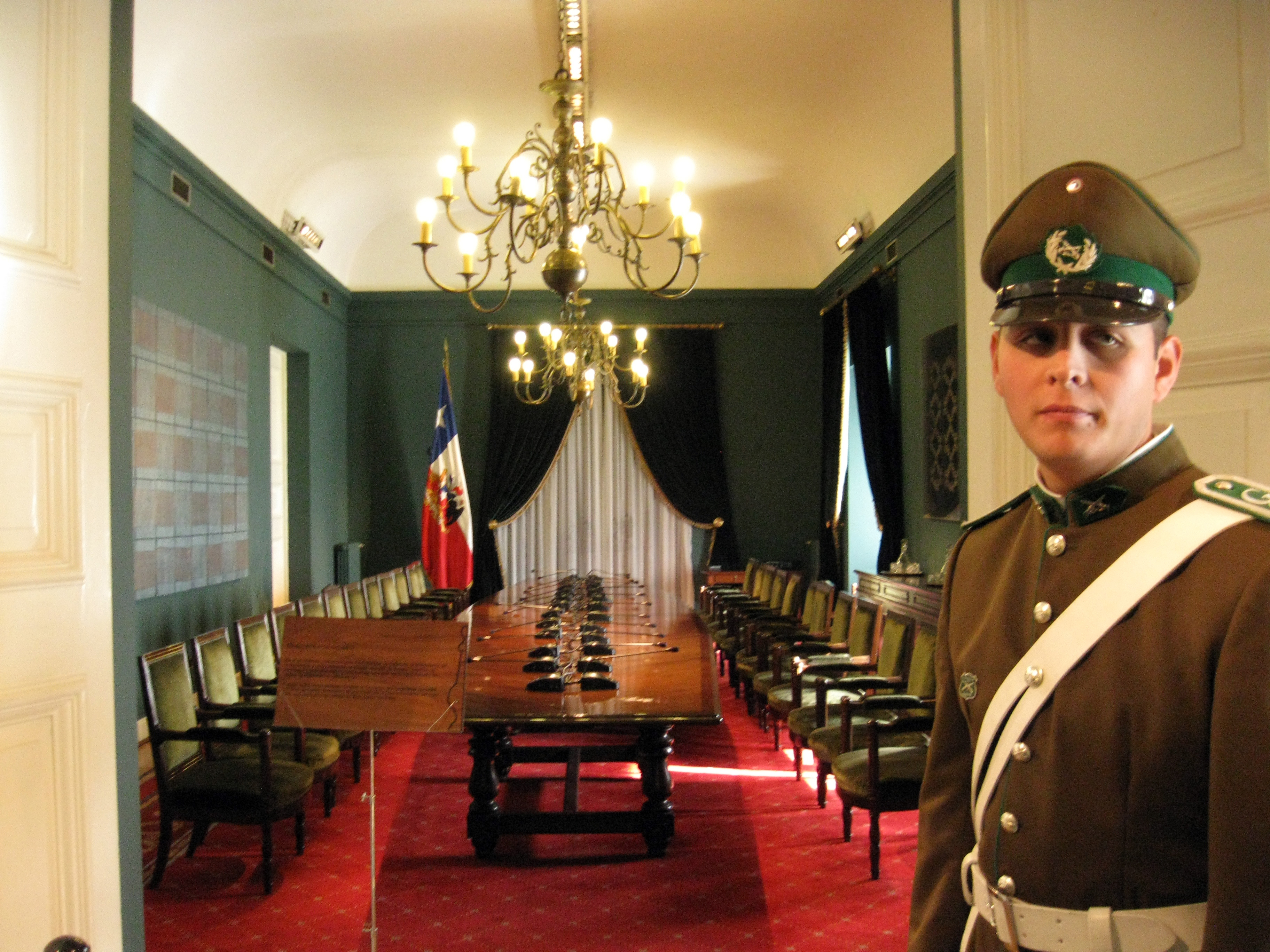
Зал заседаний правительства
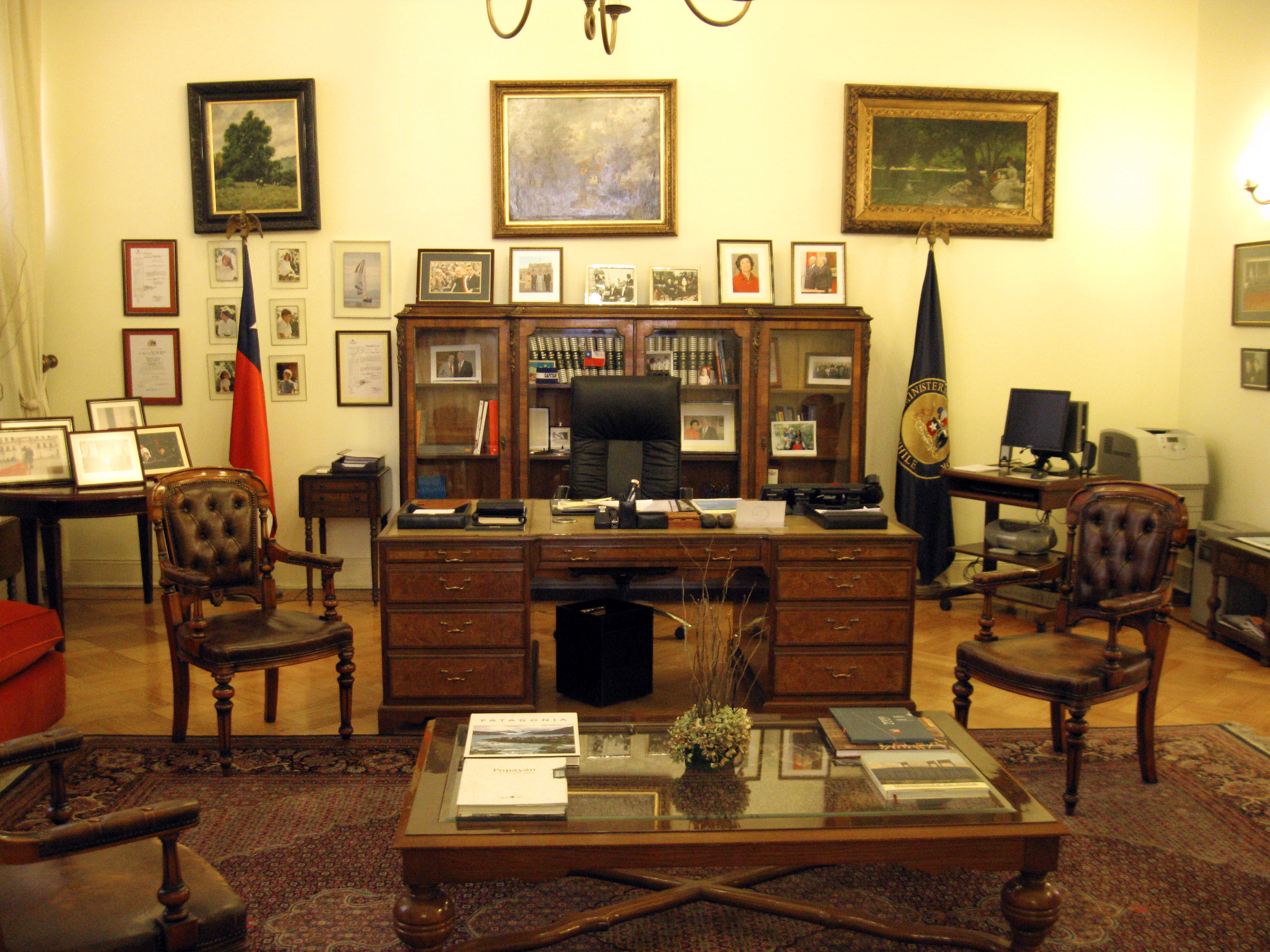
Кабинет министра внутренних дел
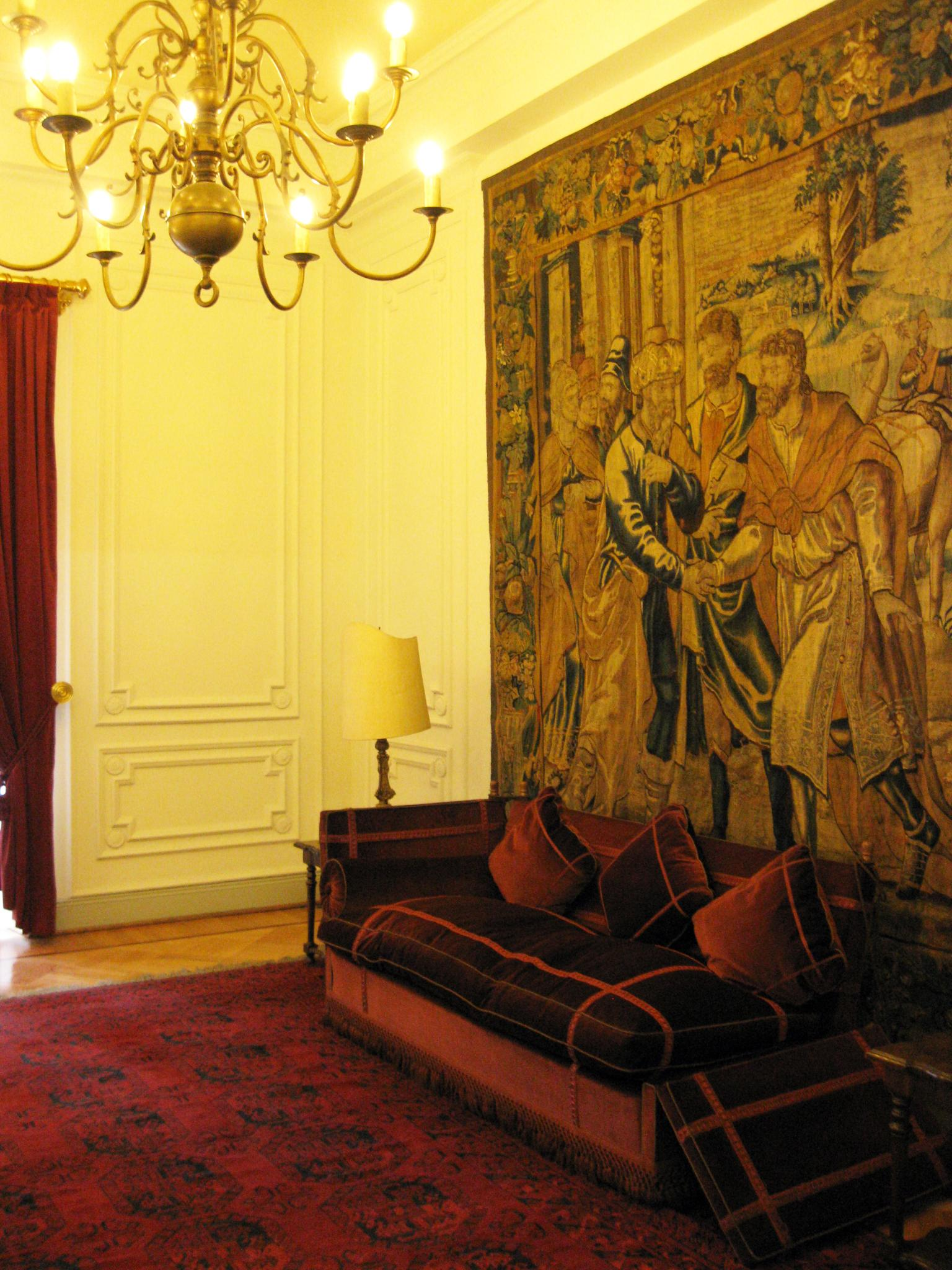
Кабинет Сальвадора Альенде
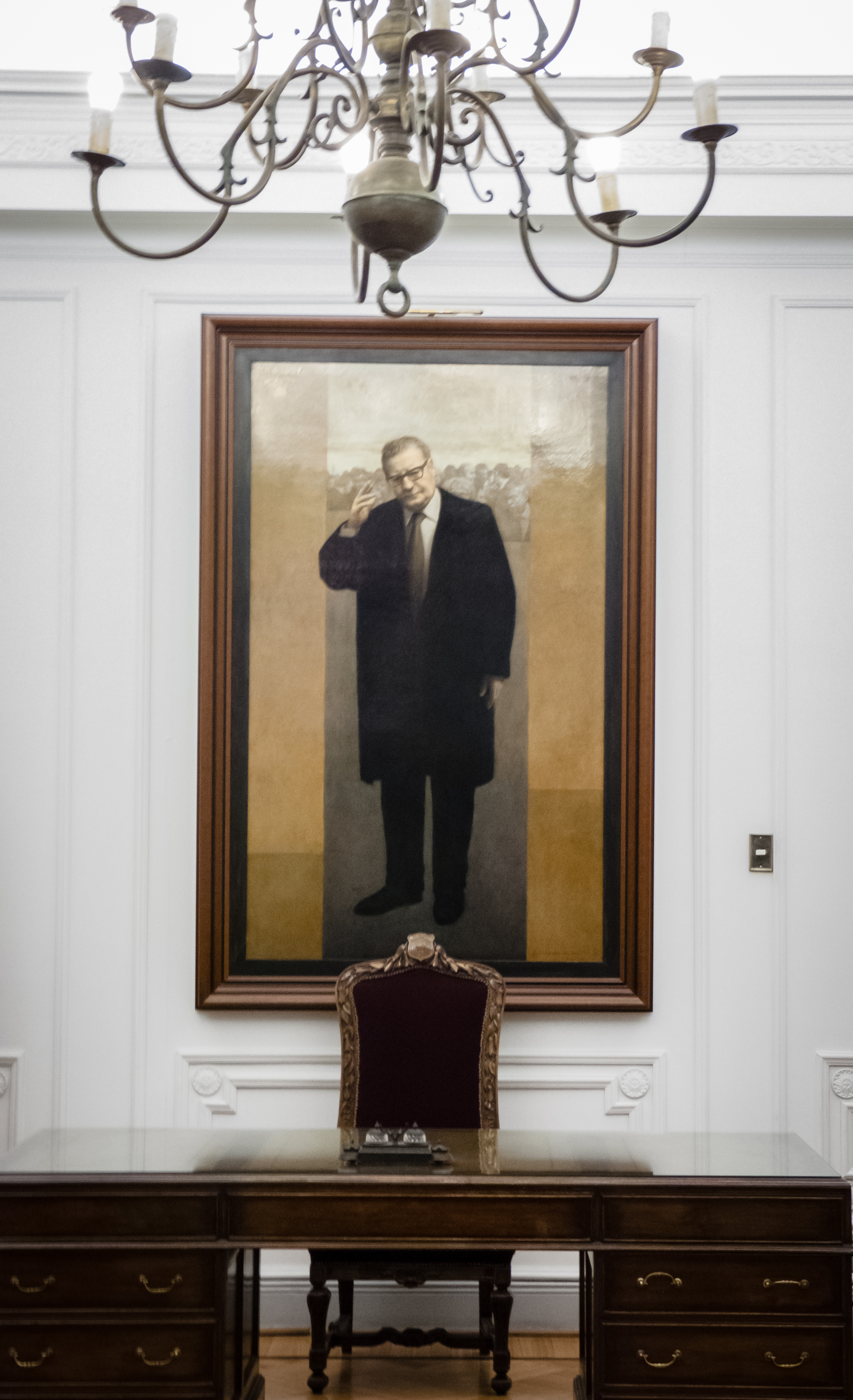
Белый зал. Портрет Сальвадора Альенде

### Внешний вид

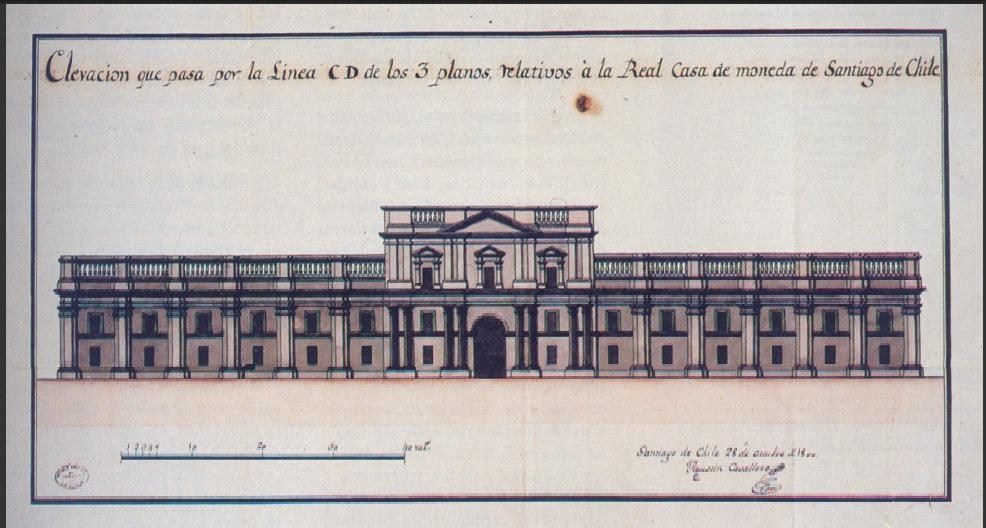
Архитектурный фасад дворца
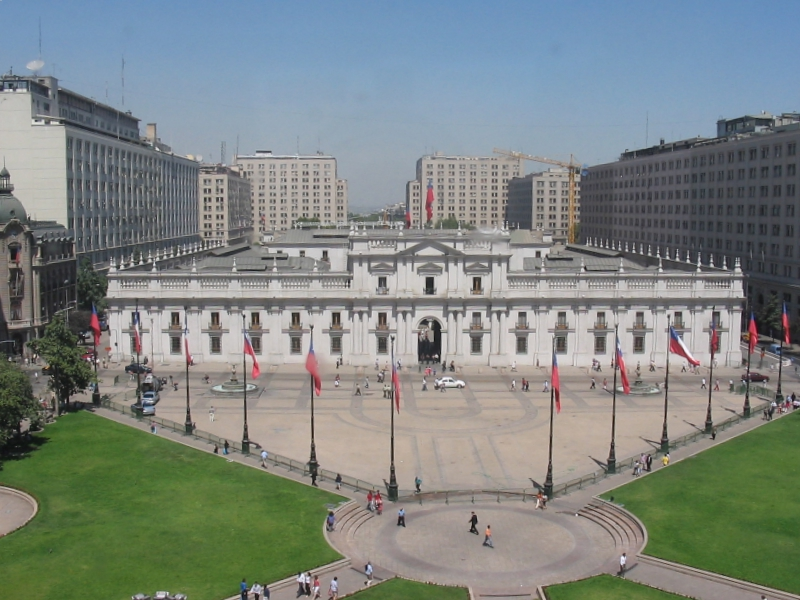
Общий вид дворца
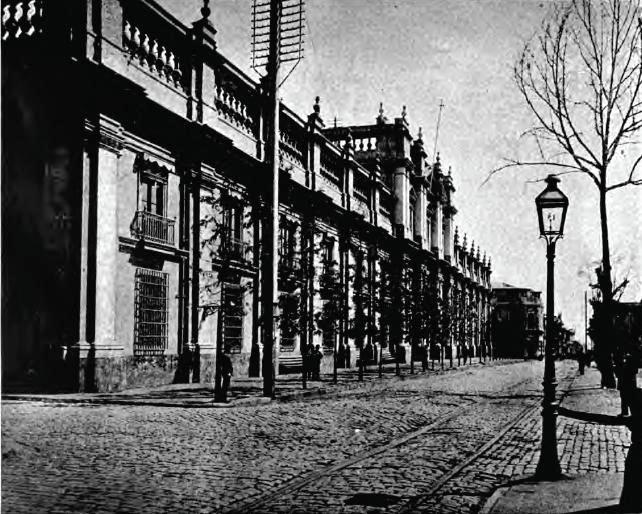
Дворец в 1901 году
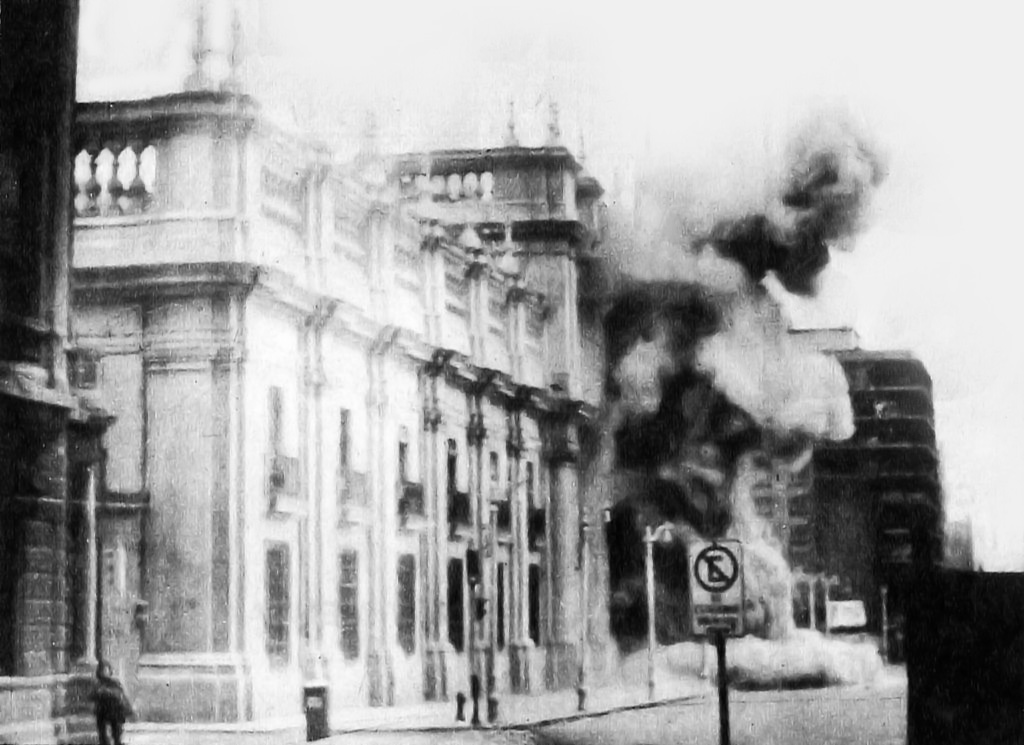
Бомбардировка дворца силами Пиночета во время военного переворота в Чили
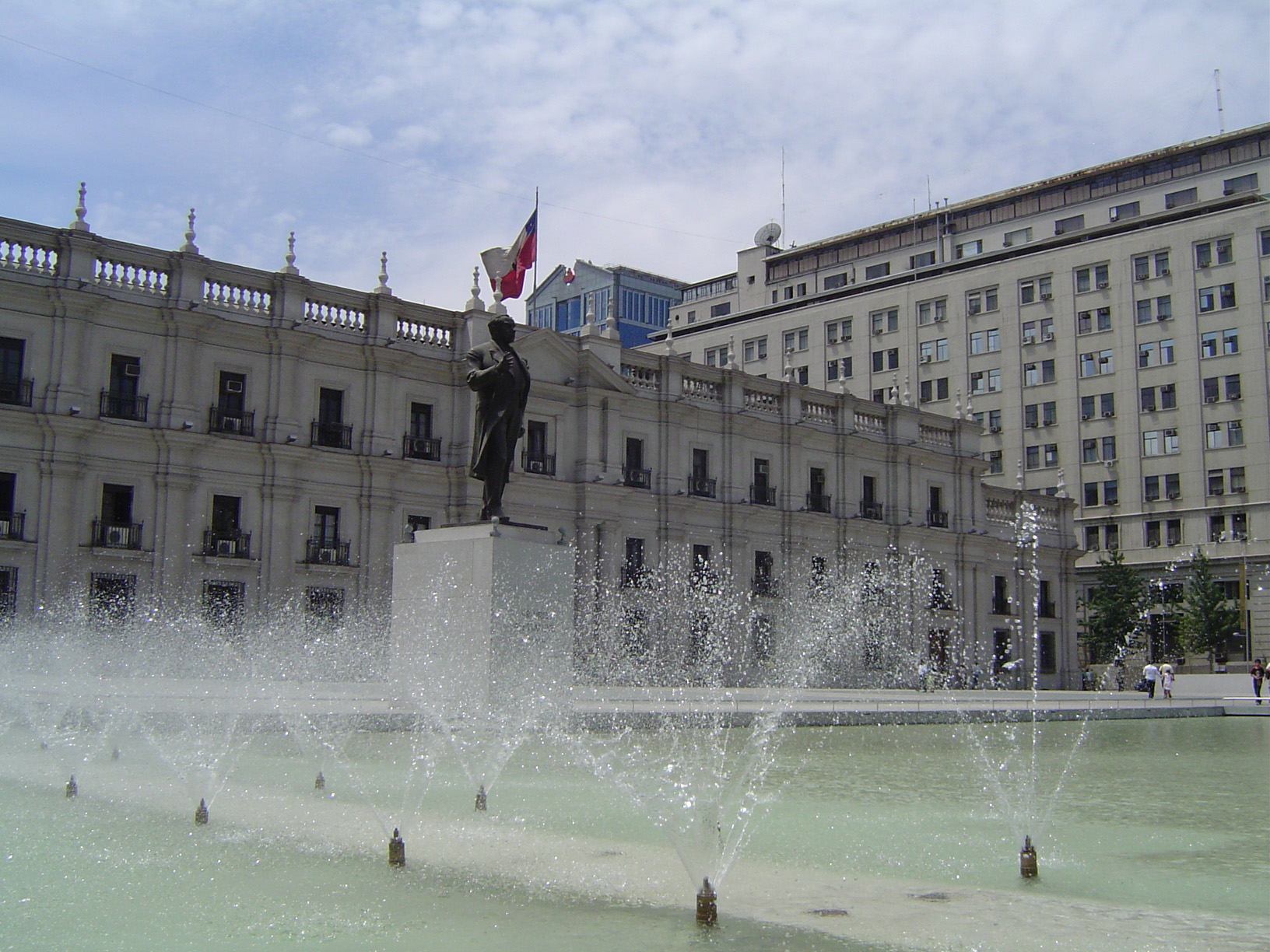
Вид со стороны площади Граждан и памятник президенту Алессандри
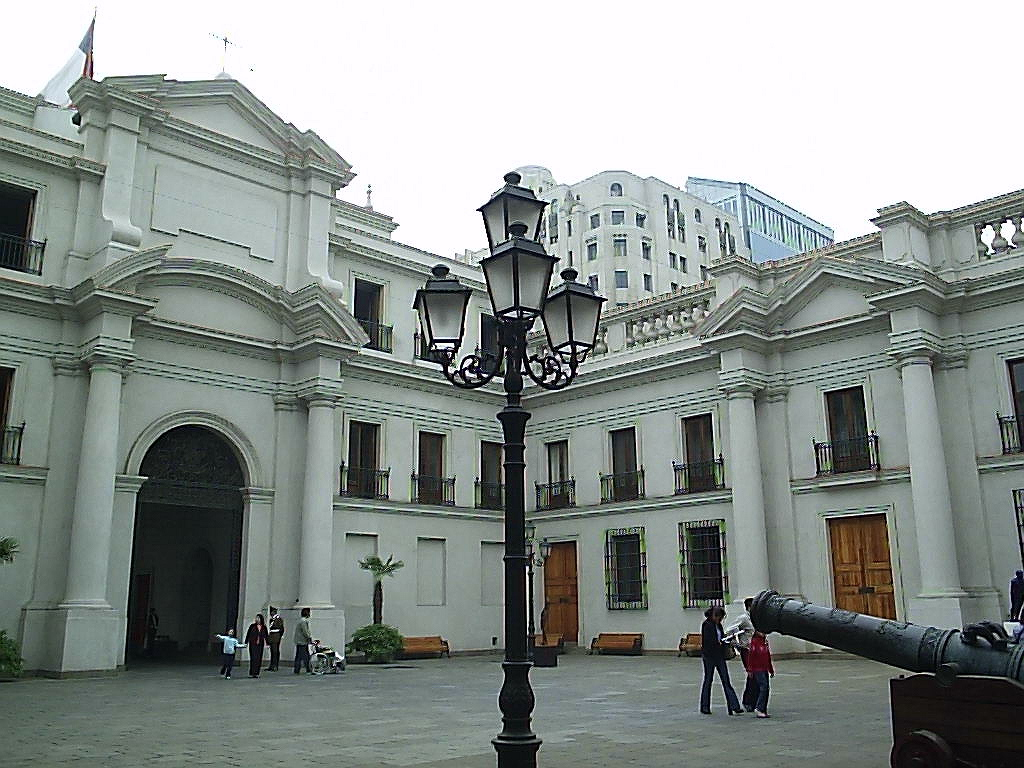
Внутренний двор
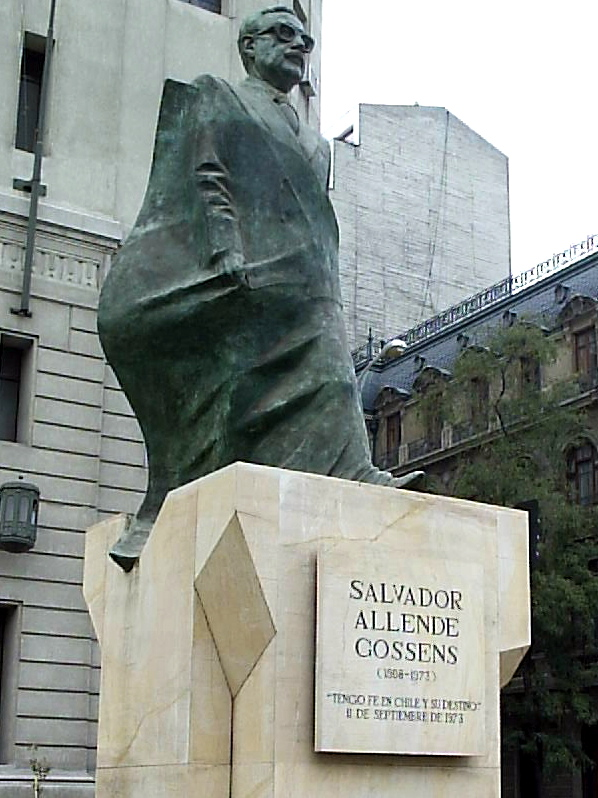
Памятник Сальвадору Альенде
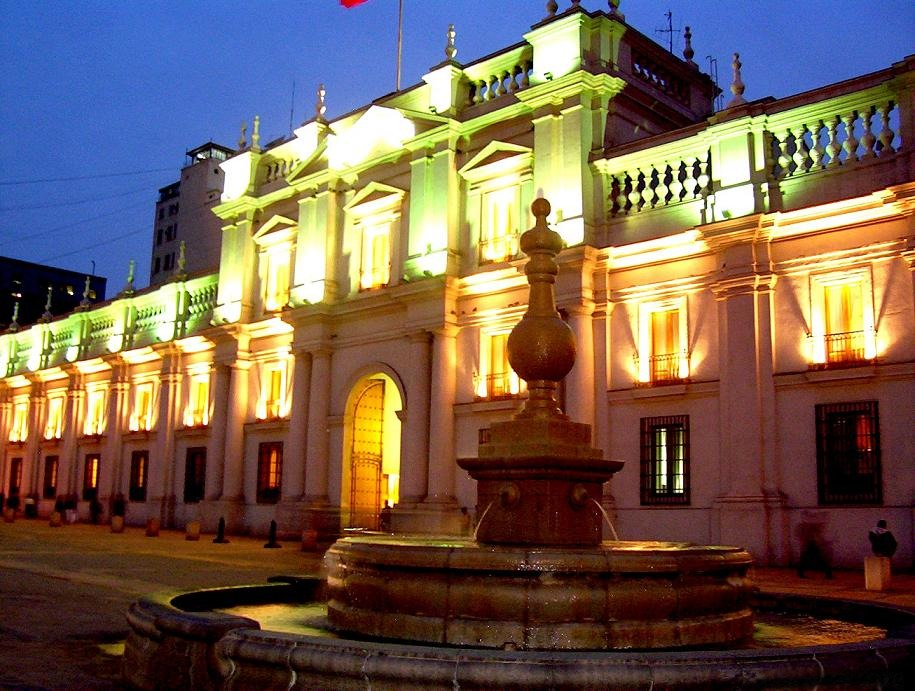
Ночное освещение дворца
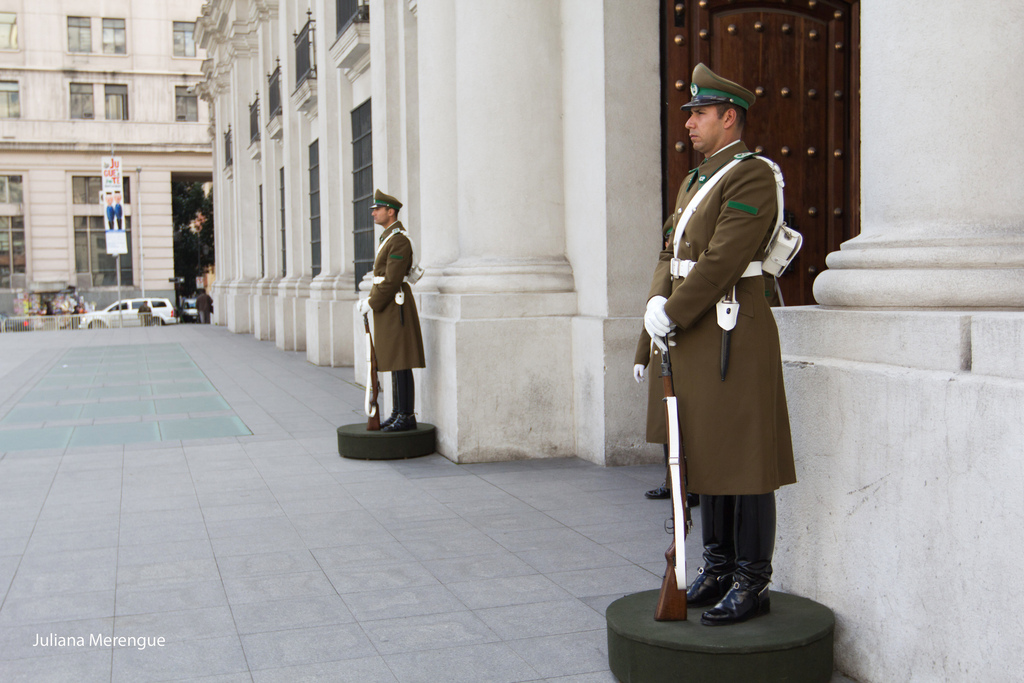
Президентская гвардия